# Asyngenes strandiellus
Asyngenes strandiellus är en skalbaggsart som beskrevs av Stefan von Breuning 1943. Asyngenes strandiellus ingår i släktet Asyngenes och familjen långhorningar.
Artens utbredningsområde är Venezuela. Inga underarter finns listade.